# Encapsulation (médecine)
Pour les articles homonymes, voir Encapsulation.
L'encapsulation qualifie une propriété qu’ont les tumeurs bénignes de rester confinées à l'endroit du développement de leurs cellules tumorales. Pour certains auteurs l’encapsulation est une caractéristique qui différencie les tumeurs bénignes des tumeurs malignes.
L‘encapsulation peut ainsi être observée dans de nombreux tissus dont l’os, le pancréas, le thymus, le rein, etc.
L’adénome de la prostate, ou hypertrophie bénigne de la prostate, est un cas particulier puisque cet organe est inclus dans une capsule anatomique et que par conséquent sa tumeur bénigne y est naturellement encapsulée.